# Blinding Lights
〈Blinding Lights〉는 캐나다의 싱어송라이터 위켄드의 노래이다. 2019년 11월 29일 XO와 리퍼블릭 레코드를 통해 그의 네 번째 스튜디오 음반 《After Hours》 (2020년)의 두 번째 싱글로 발매되었다. 이 곡은 스웨덴 음악가 맥스 마틴, 오스카 홀터와 함께 위켄드에 의해 작사, 작곡, 프로듀싱되었고, 동료 캐나다 음악가 벨리, 다힐라가 추가 작사, 작곡 크레딧을 받았다. 그 노래는 널리 환영을 받았다.
미국에서 〈Blinding Lights〉는 빌보드 핫 100에서 4주 동안 1위를 차지했고, 계속해서 톱 5와 톱 10에서 가장 많은 주를 보낸 곡으로 새로운 기록을 세웠다. 이 곡은 또한 2021년 9월 11일 한 주를 마감하는 90주 동안 역대 핫 100에서 가장 긴 차트 작성 곡이기도 하다. 이 곡은 2020년 빌보드 핫 100에서 1위를 차지했다. 이 곡은 또한 캐나디안 핫 100에서 1위를 차지하여 위켄드가 차트에서 5번째 1위를 차지하게 되었다. 이 음반은 또한 영국과 다른 36개국에서도 음반 차트에서 1위를 차지했다. 2021년 11월 23일 《빌보드》 역사상 가장 위대한 핫 100 히트 1위에 올랐다.
국제 음반 산업 협회에 따르면, 위켄드의 가장 성공적인 싱글 〈Blinding Lights〉는 2020년 최고의 성과를 거둔 글로벌 싱글로, 전 세계적으로 27억 2천만 개의 구독 스트림과 동등한 수익을 올렸다. 이 곡은 영국에서 2021년 4번째로 많이 재생된 트랙으로, 구독 스트림 수 16억 1천만 개를 기록하며 2021년 8번째로 가장 좋은 성과를 거둔 글로벌 싱글이기도 하다.
스포티파이에서 이 곡은 거의 16억 개의 스트림을 가진 2020년 가장 많이 스트리밍된 곡이며, 플랫폼 역사상 두 번째로 가장 빠른 곡으로 스포티파이에서 20억 개의 스트림의 이정표에 도달한 것이다. 〈Blinding Lights〉는 일렉트로닉 밴드 크로매틱스, 일렉트로닉 댄스 뮤직 그룹 메이저 레이저, 싱어송라이터 로살리아가 참여한 세 개의 공식 리믹스가 있다.

## 배경 및 홍보
5개월간의 소셜 미디어 공백 후, 2019년 11월 20일 인스타그램에 복귀했고, 6일 후인 11월 26일에 글을 올렸다. 그는 앞서 2019년 6월에 《챕터 VI》로 불리는 프로젝트를 발표했다. 2019년 11월 24일, 메르세데스-벤츠 광고가 독일 TV에서 처음 방영되었다. 위켄드가 메르세데스-벤츠 EQC를 몰고 다니며 자신의 신곡을 재생해 달라고 시스템에 요청하는 모습이 담겨 있다. 11월 29일 싱글과 함께 광고의 정규 버전이 초연되었다.
《버라이어티》 매거진의 젬 아스와드가 진행한 인터뷰에서 위켄드는 "맥스와 나는 말 그대로 가장 친한 친구가 되었지만 많은 사람들과는 그렇게 하지 않는다. 못 하는 게 아니라, 콜라보레이션은 일종의 관계이고, 결혼과 같으며, 그것에 맞춰 쌓아나가야 한다"고 말했다. 《빌보드》의 인터뷰에서, 위켄드는 1980년대의 음악에 대한 그의 감사를 표현했다. "저는 제가 태어나기 전에 항상 그 시대에 대해 감탄해왔습니다. 80년대 수지 앤 더 밴시스, 콕토 트윈스가 제 사운드에서 큰 역할을 했다는 것을 제 첫 믹스테이프에서도 들을 수 있습니다. 어떤 때는 새로운 사운드를 내는데 도움이 되고 어떤 때는 명백합니다. 이제 세상이 빠져들어서 기뻐요."

## 그래미 논란
2020년 〈Blinding Lights〉와 그 모체 음반의 비평적, 상업적 성공으로 성공적인 한 해를 보냈음에도 불구하고, 위켄드는 2020년 11월 24일 제63회 그래미상에서 0개의 후보 지명을 받았다. 이 제스처는 많은 논란을 일으켰고 비평가, 팬, 본인에게 충격을 주었다. 그는 소셜 미디어를 통해 인기 있는 소셜 미디어 게시물에 그래미상을 "부패했다"고 말했다. 그가 곧 있을 슈퍼볼 공연의 발표와 팝으로 지명될지 R&B로 지명될지에 대한 혼란이 그가 제출한 모든 부문에서 탈락하는 데 기여했다는 추측이 나왔다. 더 레코딩 아카데미의 임시 회장인 하비 메이슨 주니어는 반발에 대해 다음과 같이 말했다.
우리는 위켄드가 후보에 오르지 못한 것에 실망한 것을 이해합니다. 저는 그가 느끼는 것에 놀랐고 공감할 수 있습니다. 올해 그의 음악은 훌륭했고, 음악 커뮤니티와 더 넓은 세계에 대한 그의 공헌은 모든 사람들의 칭찬 받을 가치가 있습니다. 우리는 그가 다가오는 슈퍼볼에서 공연할 것이라는 것을 알았을 때 감격했고, 우리는 그가 그 전 주말에 그래미 무대에서도 공연했으면 좋았을 것입니다. 불행하게도, 매년, 자격이 있는 예술가들의 수보다 더 적은 후보들이 있습니다. 하지만, 동료들이 투표한 유일한 음악상으로서, 우리는 우리의 지구촌을 구성하고 있는 많은 놀라운 예술가들에게 빛을 비추면서 계속해서 음악의 우수성을 인정하고 축하할 것입니다. 확실히 하자면, 모든 부문에서 투표가 슈퍼볼에서의 위켄드의 공연이 발표되기 전에 끝났기 때문에, 그것이 결코 후보 지명 과정에 영향을 줄 수 없었습니다. 모든 그래미상 후보자들은 투표 기관으로부터 우수성을 인정받았고, 우리는 그들을 축하합니다.
위켄드는 이후 2021년 1월 악명높은 모욕을 언급하며 "저는 개인적으로 더 이상 신경 쓰지 않아요. 저는 그래미가 세 개 있는데, 이것은 분명히 지금 저에게 아무런 의미가 없습니다. 이건 '그래미 갖고 싶어!'와 같은 것이 아닙니다. 단지 이런 일이 일어났을 뿐이고, 저는 불 앞에 서게 되었습니다. 다시는 이런 일이 일어나지 않는 한 말이죠. 어쨌든 연설은 서툴러요. 시상식은 잊어버리세요."라고 말했다.

## 인증
| 국가                                                             | 인증          | 판매량/출하량 |
| ---------------------------------------------------------------- | ------------- | ------------- |
| 오스트레일리아 (ARIA)                                            | 13× 플래티넘  | 910,000       |
| 오스트리아 (IFPI 오스트리아)                                     | 3× 플래티넘   | 90,000        |
| 벨기에 (BEA)                                                     | 4× 플래티넘   | 160,000       |
| 캐나다 (뮤직 캐나다)                                             | 다이아몬드    | 800,000       |
| 덴마크 (IFPI Danmark)                                            | 5× 플래티넘   | 450,000       |
| 프랑스 (SNEP)                                                    | 다이아몬드    | 333,333       |
| 독일 (BVMI)                                                      | 3× 플래티넘   | 1,200,000     |
| 이탈리아 (FIMI)                                                  | 4× 플래티넘   | 280,000       |
| 멕시코 (AMPROFON)                                                | 3× 플래티넘   | 180,000       |
| 뉴질랜드 (RMNZ)                                                  | 5× 플래티넘   | 150,000       |
| 노르웨이 (IFPI 노르웨이)                                         | 5× 플래티넘   | 300,000       |
| 폴란드 (ZPAV)                                                    | 2× 다이아몬드 | 500,000       |
| 포르투갈 (AFP)                                                   | 8× 플래티넘   | 80,000        |
| 스페인 (PROMUSICAE)                                              | 7× 플래티넘   | 280,000       |
| 영국 (BPI)                                                       | 5× 플래티넘   | 3,000,000     |
| 미국 (RIAA)                                                      | 다이아몬드    | 10,000,000    |
| 스트리밍                                                         |               |               |
| 그리스 (IFPI 그리스)                                             | 4× 플래티넘   | 8,000,000     |
| 일본 (RIAJ)                                                      | 골드          | 50,000,000    |
| 스웨덴 (GLF)                                                     | 11× 플래티넘  | 88,000,000    |
| 전 세계                                                          | —             | 4,330,000,000 |
| 판매량+스트리밍을 기반으로 한 인증 · 스트리밍을 기반으로 한 인증 |               |               |

## 같이 보기
- 2020년 빌보드 핫 100 차트 1위 목록